# 비튼 (드라마)
《비튼》(영어: Bitten)은 2014년 1월 11일부터 2016년 4월 15일까지 방영된 캐나다의 드라마이다.

## 출연진
- 로라 밴더부트 - 엘러나 마이클스
- 그레이스톤 홀트 - 클레이턴 댄버스
- 그레그 브리크 - 제러미 댄버스
- 폴 그린 - 필립 매캐덤스
- 스티브 룬드 - 닉 소렌티노
- 마이클 제이비어 - 로건 존슨